# Якоб Штелін

Якоб Штелін (нім. Jacob von Staehlin; рос. Яков Яковлевич Штелин, 9 травня, 1709 — 25 червня, 1785) — німецький мистецький діяч, мемуарист, гравер, медальєр . Автор декількох мистецтвознавчих творів про мистецьку ситуацію в Російській імперії в добу російського бароко.

## Життєпис
Народився в місті Меммінген (Швабія, Німеччина)в міщанській родині. Навчався в гімназії міста Циттау. З 1732 р. — студент Лейпцизького університету. Знайомець синів композитора Й. С. Баха, особливо приятелював з Карлом Філіпом Еммануїлом Бахом.
З 1735 р. по контракту в Петербурзі. Служив при Петербурзькій академій наук як майстер феєрверків, красномовства, гравер, медальєр.
З 1741 р. голова невеликого художнього відділу (департаменту)академії наук. Награвіював «Коронаційний альбом Єлизавети Петрівни», який за якістю гравюр був видатним зразком гравіювального мистецтва доби російського бароко. Був приватним вчителем Великого князя Петра (майбутнього імператора Петра ІІІ), його бібліотекарем.
Відомий майстер медальєрного мистецтва, автор серій медалей, присвячених російському імператорському дому від Петра І до Катерини ІІ. На честь останньої виконав сто двадцять п'ять (125) медалей.
Отримав дворянське звання (приблизно у 1762 р.). Надрукував у 1767 р. свої «Спогади про російських художників» у 2-х частинах, історично вартісне свідоцтво про мистецьку ситуацію в імперії в добу бароко, рококо і раннього класицизму.
Помер в Петербурзі.

### Друковані твори

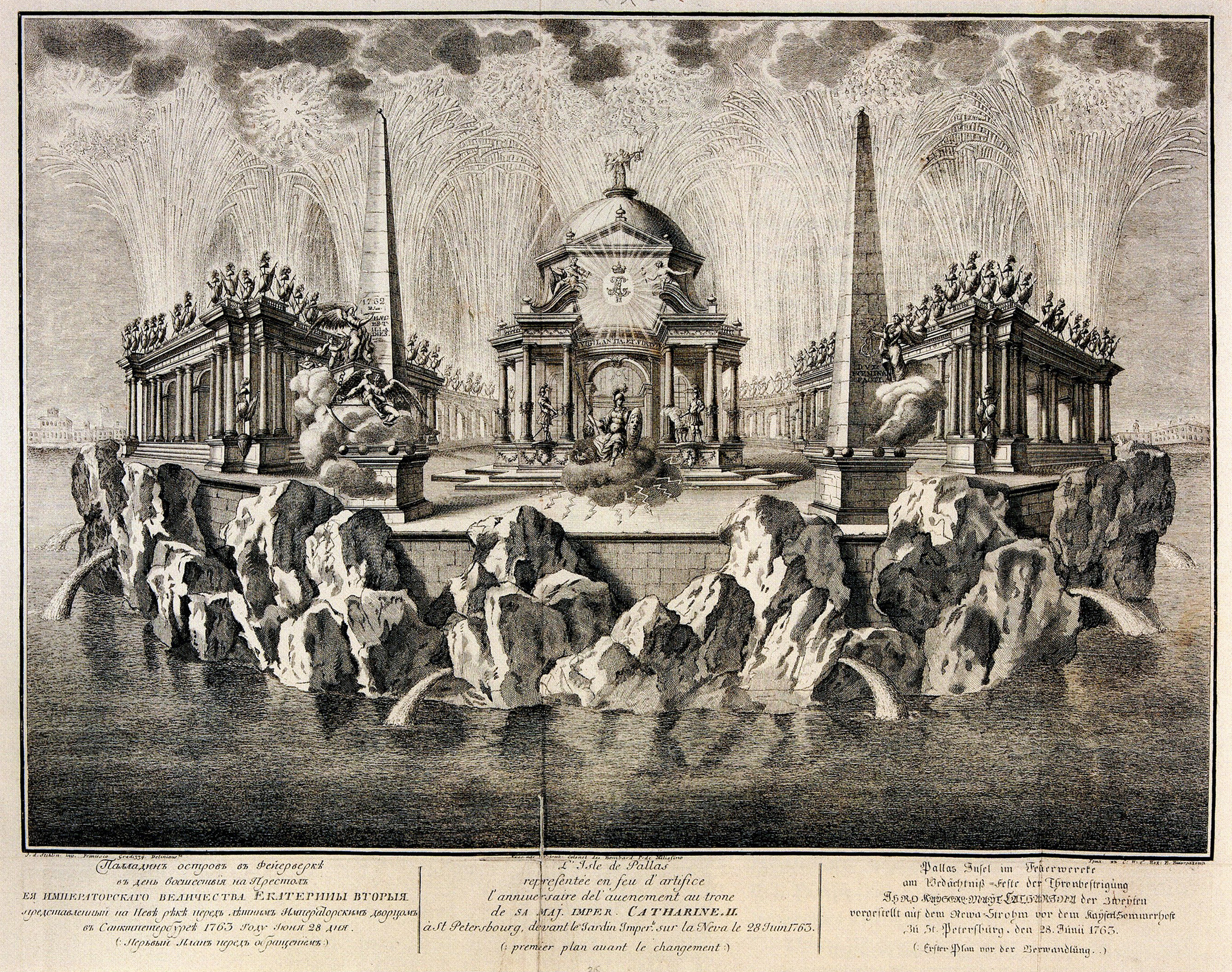
«Острів богині Паллади» — феєрверк 1763 року в Санкт-Петербурзі на роковини царювання Катерини ІІ. Проект Я.Штеліна, гравюра за малюнком Градіцці.

- «Коронаційний альбом Єлизавети Петрівни» з гравюрами власної роботи (1743)
- «Відомості про імператора Петра ІІІ» (1781)
- перший «Атлас Російської імперії» (1745, разом з іншими)
- «Спогади про російських художників» (1767), перевидання під новою назвою «Записки об изящных искусствах в России», в 2-х томах, М, 1990.